# Sylvain Wiltord
Sylvain Wiltord, né le  10 mai 1974 à Neuilly-sur-Marne, est un footballeur international français.
Wiltord commence sa carrière de joueur professionnel au centre de formation du Stade rennais. À la suite des Jeux olympiques 1996 d’Atlanta, il s’engage aux Girondins de Bordeaux avec lesquels il remporte son premier titre de Champion de France et de meilleur buteur en 1999.
Vainqueur de l'Euro 2000 avec les Bleus, il signe à Arsenal où il évolue quatre saisons. Il dispute 175 matchs avec les Gunners avec lesquels il remporte deux titres de champion d'Angleterre (2002 et 2004) et deux Coupes d’Angleterre (2002 et 2003). À la fin de son contrat en 2004, il décide de revenir en France, à l’Olympique lyonnais, où il participe à la conquête de trois titres successifs de Champion de France (2005, 2006 et 2007). À la suite de ces nombreux titres, Sylvain Wiltord retrouve son club formateur le Stade rennais, puis l’Olympique de Marseille, le FC Metz et enfin le FC Nantes.
Il est sélectionné en équipe de France pour le Championnat d’Europe des nations 2000. Au terme d’une compétition incroyable, il décroche le titre de Champion d’Europe, en inscrivant le but égalisateur face à l’Italie à la 94e minute de jeu, lors de la finale. Joueur tricolore de 1999 à 2006, il comptabilise 92 sélections et inscrit vingt-six buts avec les Bleus. Outre son titre de Champion d’Europe, il remporte également la Coupe des confédérations en 2001 et 2003 et est finaliste de la Coupe du monde 2006 en Allemagne.

## Biographie

### Enfance et débuts en Île-de-France
Né de parents originaires de la Martinique, Sylvain Wiltord grandit dans la cité des Fauvettes à Neuilly-sur-Marne. Après avoir commencé à jouer au football avec une balle de tennis sur le goudron de la cour du groupe scolaire André-Chénier puis dans les rues de son quartier aux côtés d'enfants plus grands, le dernier des huit enfants du clan Wiltord signe sa première licence au Sporting Football Club de Neuilly comme ses frères avant lui. Premier maillot officiel et première rafale de buts, Sylvain grandit, trop vite pour une mère aide-soignante qui l'élève seul. En 1988, il déménage chez sa grande sœur à Boissy-Saint-Léger dans le Val-de-Marne. À quatorze ans, il prend alors une licence au club amateur de la ville de Joinville-le-Pont. Il prend rapidement du galon, au point que ses dirigeants lui demandent de passer une visite médicale pour autoriser son surclassement en seniors, à quinze ans et demi.
Lors de la saison 1990-1991, Sylvain Wiltord, alors en BEP vente, joue pour le plaisir au FC Joinville-le-Pont en région parisienne. Le président de son club possède un contact au sein du Stade rennais et Wiltord est convoqué pour un essai à 17 ans. « À l’époque, on cherchait des attaquants au centre de formation » déclare Patrick Rampillon. « Un jour, j’ai reçu un coup de téléphone de Daniel Rodighiero, ancien grand joueur du club. Il me disait qu’il avait entendu parler d’un phénomène. On est donc parti le voir à Joinville et nous lui avons demandé de venir faire un essai ».

### Débuts professionnels au Stade rennais

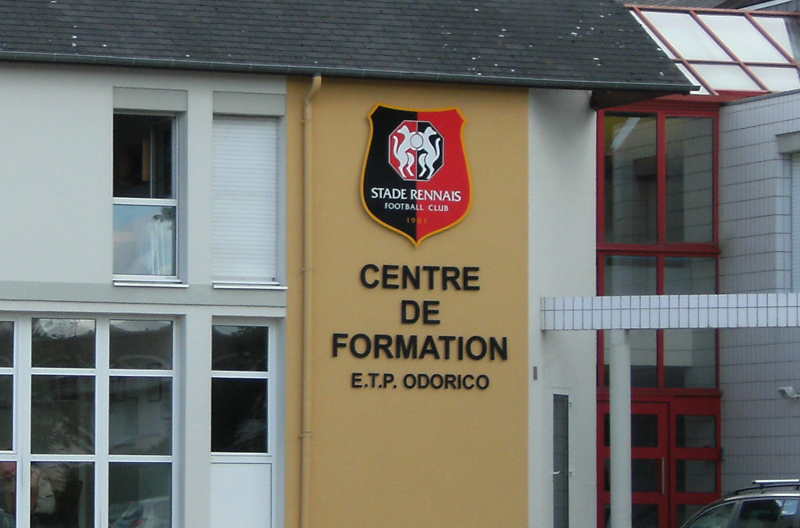
Wiltord passe par le centre de formation du Stade rennais de 1991 à 1993.

Quelques jours plus tard, le centre de formation attend la venue du jeune joueur de la région parisienne. Les heures passent et aucun footballeur ne se présente. On croit le rendez vous décommandé, jusqu’à ce que le président du centre de formation des cyclistes de Rennes appelle pour signaler la présence d’un jeune joueur dans leur structure. L’après midi lors d'un match, le Francilien fait ses preuves  et les entraîneurs bretons lui disent de rester.
Trop âgé pour débuter avec les moins de 17 ans, Wiltord effectue ses gammes avec la DH avant d'intégrer l'équipe réserve gérée par Patrick Rampillon en Division 3. Sans problème sur le terrain, le Francilien apprend la discipline à coups d'amendes : « Cinq « balles » pour chaque minute de retard, dix balles pour ceci, pour cela... Des fois, ma prime de match en D3 (800 francs) y passait carrément ». Un peu plus d’un an après son arrivée, sous la houlette Michel Le Milinaire, l’adolescent turbulent fait ses débuts professionnels. Le 19 septembre 1992, sur le terrain du FC Bourges, Wiltord remplace Émerick Darbelet et est lancé en Division 2.
Voyant vite les qualités du jeune homme, l'entraîneur en fait un titulaire dès la saison suivante, lors de laquelle Wiltord, associé notamment à Jocelyn Gourvennec, contribue au retour du Stade rennais dans l’élite. Wiltord joue son premier match en Division 1 le 29 juillet 1994 à Saint-Étienne (1-1) et inscrit son premier but en octobre contre Auxerre. Aux côtés de Marco Grassi et de Pierre-Yves André, l'attaquant feu-follet trouve la cadence (25 matchs et 5 buts). Lors de la saison 1995-1996, le Stade rennais accroche la huitième place et se qualifie pour la Coupe Intertoto 1996. Sylvain avale 37 matchs et signe quinze buts,. Avant de s'envoler pour les Jeux olympiques, il donne son accord au Deportivo La Corogne mais les Rennais refusent de le laisser partir. Devant rester contre son gré, il est souvent sur le banc lors de la saison 1996-1997 et pas à son meilleur niveau physiquement, il n'inscrit que trois buts. Après cette saison noire, La Corogne revient à la charge mais Sylvain ne se voit plus émigrer en Espagne. En effet, à l'intersaison, l’entraîneur brésilien Carlos Alberto Silva, à l'origine de sa venue, est limogé et remplacé par José Manuel Corral (es). Ce nouvel entraîneur ne le connaît pas et ne veut pas de lui. Wiltord demande à son président de lui trouver une autre destination et « Nino » s'engage au Deportivo La Corogne, en Galice mais fait volte face et rejoint finalement les Girondins de Bordeaux qui paient un transfert aux Espagnols à cinq jours de la reprise.

### 1997-2000: Girondins de Bordeaux
Alors qu'il a manqué toute la préparation, Wiltord joue son premier match sous le maillot bordelais contre l'AS Monaco le 2 août 1997 puis marque son premier but le 30 août suivant contre l'AJ Auxerre. Sylvain Wiltord joue son premier match de Coupe d'Europe contre Aston Villa le 16 septembre 1997 lors de la Coupe UEFA 1997-1998 avec les Girondins de Bordeaux. Cantonné au côté droit de l'attaque, Wiltord se cherche à ses débuts en Gironde sous la direction de Guy Stephan avant de se libérer lors de la prise de fonction d'Elie Baup en décembre. Replacé dans l'axe et encouragé et conseillé par Jean-Pierre Papin, Sylvain termine la saison 1997-1998 en trombe (dix buts en 34 matchs). Le 13 février 1998, il marque son premier doublé contre Montpellier HSC puis le 7 mars suivant son premier triplé contre l'En Avant de Guingamp. La saison se termine au Stade de France pour la finale de la Coupe de la Ligue perdue contre le Paris SG devant sa famille et ses amis.
Il commence fort la saison suivante (1998-1999) avec sept buts lors des sept premières journées dont un doublé contre Le Havre AC. Il marque ensuite cinq nouveaux doublés durant la saison contre Toulouse, Marseille, Bastia, Nancy et Paris ce qui lui permet de terminer meilleur buteur du championnat avec 22 buts inscrits. De plus, il aide Bordeaux à remporter le titre de champion de France 1998-1999. Son duo d'attaque avec Lilian Laslandes est le plus efficace du championnat.
Wiltord reste une saison supplémentaire aux Girondins et dispute la Ligue des champions.
Auréolé d'un titre de champion d'Europe des nations, Sylvain Wiltord est transféré à Arsenal au terme d'un bras de fer avec son club qui veut le garder une saison de plus. Le montant du transfert constitue alors un record avec près de vingt millions d'euros.

### 2000-2004: Arsenal FC

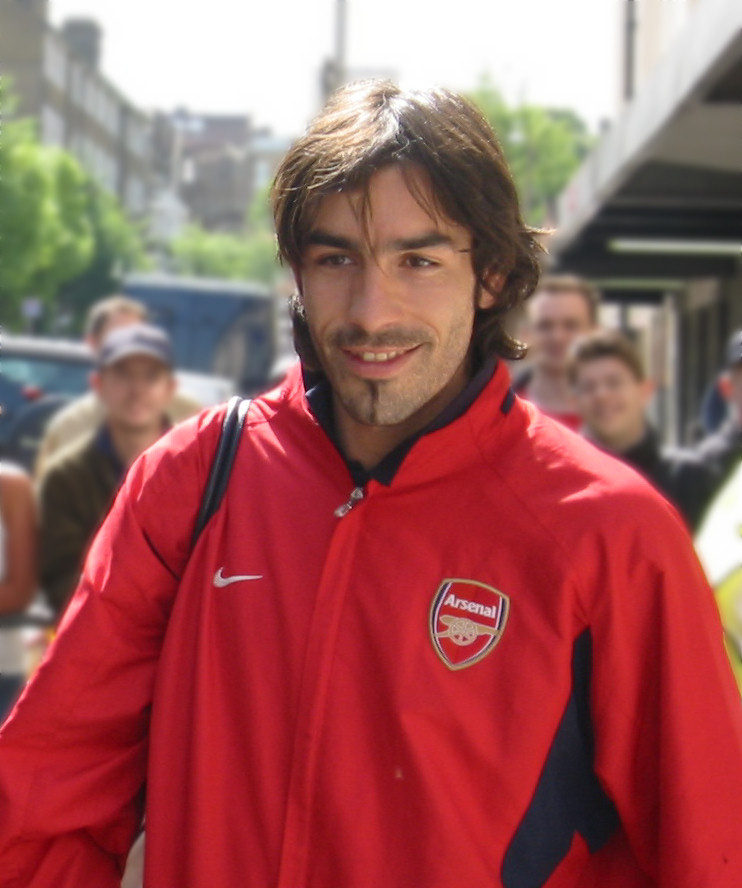
Avec Robert Pirès (ici en 2004), Wiltord fait partie de la troupe de Français présents à Arsenal à cette période.

Sylvain Wiltord déménage à Highbury en août 2000. Il rejoint un grand contingent français à Arsenal dont Patrick Vieira, Robert Pirès et Thierry Henry, mais la présence de ce dernier - pour ne pas mentionner Dennis Bergkamp - signifie que Wiltord dut attendre son heure pour évoluer à son poste de prédilection en attaque.
La présence de Thierry Henry et Dennis Bergkamp empêche Wiltord de s'imposer au poste d'avant-centre. Arsène Wenger l'utilise alors sur l'aile droite où il arrive tout de même à se rendre efficace avec plusieurs buts importants. Le Français en inscrit quinze toutes compétitions confondues la première saison, dont six en autant de match de Cup dont le parcours prend fin en finale, perdue face à Liverpool. En mars 2001, le Francilien inscrit son premier triplé en seulement 33 minutes face à West Ham United.
Après une saison d'adaptation, Wiltord hausse son niveau de jeu en 2001-2002. Sa vitesse et son aptitude à tirer dans des situations difficiles lui servent, il marque dix-sept fois, dont deux buts importants contre Chelsea et Bolton avant le but du titre. En mai 2002, lors d'un match décisif contre Manchester United où une victoire assurerait le sacre aux Gunners, Sylvain Wiltord reprend une frappe de Fredrik Ljungberg détournée par Fabien Barthez et offre le titre au club londonien. L'attaquant remporte également la Coupe d’Angleterre face à Chelsea (2-0) puis le Community Shield 2002 contre United (3-1).
Wiltord fait un bon départ lors de la campagne suivante, marquant six buts lors des six premiers matchs de championnat. Cette réussite disparait ensuite avec seulement sept buts supplémentaires pour le reste de la saison. Le joueur est remplaçant lors de la finale de Coupe contre Southampton en mai 2003 et entre en jeu durant la seconde période. Le groupe s'incline aux tirs au but lors du Community Shield 2003 face à Manchester United.
Durant la saison 2003-2004, celle des « Invincibles », une blessure à la cheville écarte Wiltord pendant trois mois. Il réussit ensuite à faire partie de cette équipe historique.
Wiltord quitte le club au terme de son contrat en juin 2004. Au total, il dispute 175 rencontres pour Arsenal et inscrit 49 buts.
En mai 2008, Sylvain Wiltord est élu, par des dizaines de milliers de fans d'Arsenal à travers le monde, parmi la liste des cinquante plus grands Gunners de l'histoire.

### Triple champion avec l'Olympique lyonnais

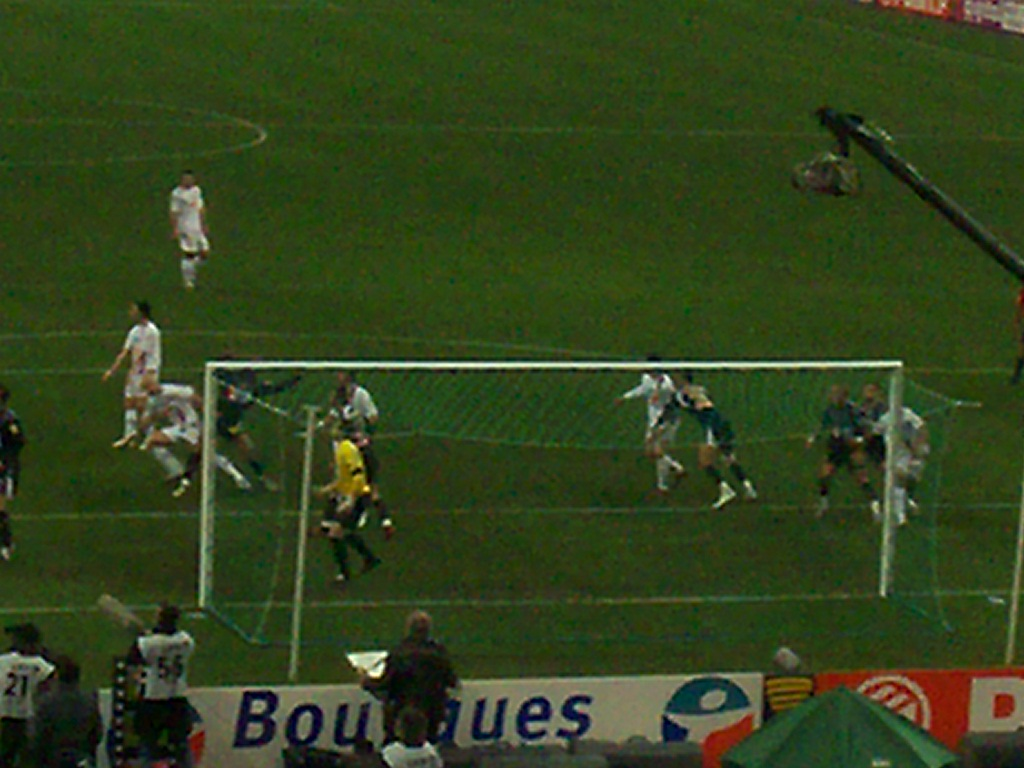
Finale de la Coupe de la Ligue face à Bordeaux.

Le 31 août 2004, au terme du marché des transferts, Sylvain Wiltord rejoint l'Olympique lyonnais.
Il joue son premier match sous ses nouvelles couleurs lors de la cinquième journée de Ligue 1 contre son ancien club du Stade rennais et marque son premier but contre l'AJ Auxerre le 27 novembre suivant. Le 4 janvier 2006, il inscrit un triplé contre le RC Strasbourg (0-4) puis un doublé contre Sochaux le 18 mars suivant (0-4).
Il se distingue notamment par sa capacité à inscrire des buts décisifs lorsque l'équipe est en difficulté. Lors de sa première saison à Lyon, l'entraîneur, Paul Le Guen, l'utilise généralement comme attaquant central, soutenu par Florent Malouda et Sidney Govou respectivement positionnés à sa gauche et à sa droite. Les saisons suivantes, le nouvel entraîneur de l'Olympique lyonnais, Gérard Houllier, le positionne sur le flanc droit où il joue en alternance avec Sidney Govou.
Avec le club lyonnais, Wiltord participe activement à la conquête de trois titres successifs de champion de France en 2005, 2006 et 2007. Il perd en finale de la Coupe de la Ligue 2006-2007 contre son ancien club des Girondins de Bordeaux.

### Retour à Rennes et pige à Marseille

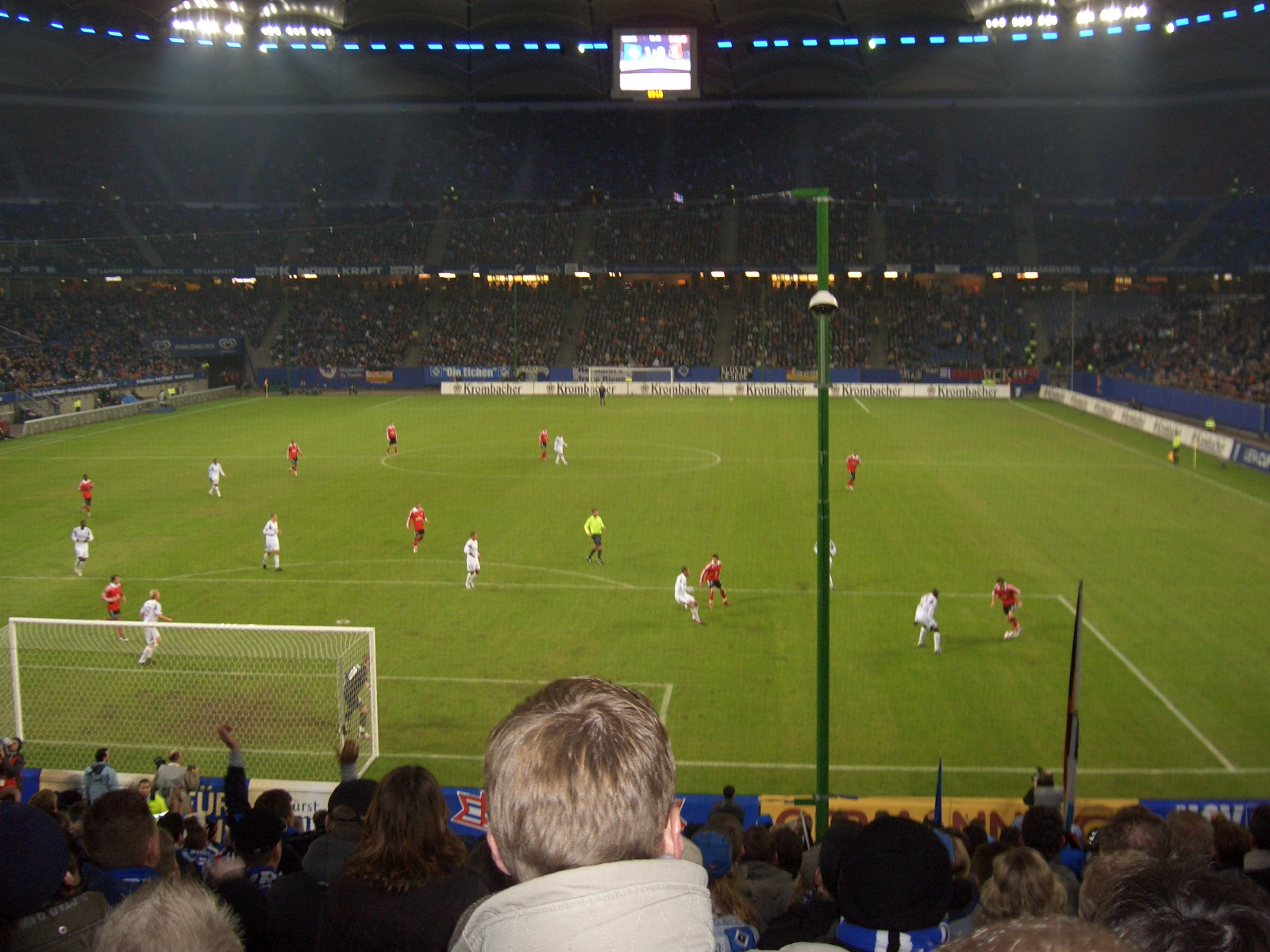
Hambourg-Rennes en Coupe UEFA en novembre 2007.

Durant l'été 2007, dix ans après son départ et au prix d’un long feuilleton aux multiples rebondissements, Sylvain Wiltord fait son retour au Stade rennais, son club formateur. Il reporte les couleurs de son club formateur contre le FC Metz le 23 août 2007 en entrant en jeu à la place de Jimmy Briand et marque le 6 octobre suivant son premier but depuis son retour contre le PSG lors d'une victoire 3-1 au Parc des Princes. Le 13 janvier 2008, il marque un doublé contre l'Olympique de Marseille.
Après des débuts prometteurs, le retour de l’enfant prodigue tourne court. À la suite du remplacement de Pierre Dréossi, Guy Lacombe pointe du doigt les performances du joueur depuis le début de la saison 2008-2009, rapidement mis à l’index. Lors d'une interview le 7 août 2008, Wiltord dévoile son sentiment d'inutilité qui lui vaut une mise à l'écart. Mais, alors que Jimmy Briand truste l'axe sans marquer, Lacombe semble décidé à utiliser l'ancien lyonnais avec parcimonie, uniquement quand il n'a pas le choix, un Wiltord toujours buteur. Lacombe ne compte ensuite plus sur lui et l'envoie jouer en CFA avec l'équipe réserve. Ce dernier n’acceptant pas sa disgrâce, finit par s’en épancher dans la presse, provoquant sa mise à l’écart définitive. En janvier 2009, lors du mercato hivernal, le Francilien est laissé libre et s’engage avec l’Olympique de Marseille jusqu'à la fin de saison.
Le 28 janvier 2009, il débute sous le maillot olympien au Stade Gerland contre son ancien club, Lyon en seizièmes-de-finale de la Coupe de France en rentrant à la 77e minute à la place de Mathieu Valbuena. Le 1er février 2009, il effectue sa première titularisation au Stade Auguste-Bonal contre le FC Sochaux pour la 22e journée du championnat. Wiltord est affûté physiquement mais utilisé parcimonieusement par l'entraîneur marseillais Éric Gerets. Sur un plan purement comptable, son transfert est un échec (0 but en sept matches), mais son énorme influence dans le vestiaire et le rôle de grand frère qu’il joue auprès des plus jeunes joueurs ne sont sans doute pas innocents aux bons résultats de l'OM. Fin avril, il est l'auteur d'une bonne prestation à Lorient en tant que meneur de jeu. Gerets déclare : « Nino a montré exactement comment un numéro 10 devait jouer, un peu comme meneur de jeu et un peu comme joueur dans la surface. Il l'a fait pratiquement à la perfection. Avec un peu de réussite, il aurait en plus marqué un beau "goal". Sa prestation a été très, très convenable ». Il marque son unique but avec l'OM le 17 mai 2009 lors de la 36e journée de Ligue 1, tout juste entré en jeu face à l'Olympique lyonnais au Stade Vélodrome, lors d'une défaite (3-1) qui fait perdre la première place au club phocéen. Il montre toutefois que sa carrière n’est pas finie et qu'il peut relever un dernier challenge.
En fin de contrat en juin 2009, il n'est pas conservé par l’Olympique de Marseille et se retrouve libre de tout contrat. L'ancien international est alors autorisé par le Stade rennais à parfaire sa condition physique avec l'équipe réserve du club. Le manageur Pierre Dréossi indique : « Sylvain s'entraînera avec la réserve. Nous lui avons préparé un programme spécifique. Il restera le temps qu'il trouve un club en France ou à l'étranger ». Il s'entraîne ensuite avec Créteil et à quelques touches avec des clubs de Ligue 2, National et à l'étranger. Wiltord se dit plus tard « surpris quand Marseille ne m'a pas gardé et un peu déçu quand aucun autre club de l'élite ne s'est renseigné sur moi, juste renseigné ».
En 2022, le magazine So Foot le classe dans le top 1000 des meilleurs joueurs du championnat de France, à la 126e place.

### Fin de carrière en Ligue 2
Le 30 janvier 2010, après une période de six mois sans jouer de match officiel, Wiltord s'engage avec le club lorrain du FC Metz jusqu'à la fin de saison, avec un an optionnel en cas de montée en Ligue 1. Il joue son premier match sous les couleurs messines le 5 février 2010 en tant que titulaire contre le Nîmes Olympique et s'offre un doublé pour son retour en Ligue 2. Mais la suite se montre plus difficile, car la fin de saison est proche et tandis que son équipe fait une mauvaise série, Wiltord ne marque qu'un but en dix matchs de championnat. Le club ne monte pas et son contrat n'est donc pas prolongé.
En juillet 2011, après une saison sans jouer, Wiltord signe en faveur du FC Nantes. Le 29 juillet, il porte le maillot nantais pour la première fois contre Sedan puis le 22 août, il marque son premier but avec l'équipe nantaise pour sa première titularisation face à l'En Avant de Guingamp (victoire 4-0) et est également l'auteur d'une passe décisive pour Jordan Veretout lors de ce match. Le 27 avril 2012, il inscrit un triplé lors du match comptant pour la 34e journée de Ligue 2 contre Amiens (5-0). En fin de contrat, le FC Nantes ne prolonge pas son contrat et Wiltord se retrouve sans club. Le 11 juin 2012, Wiltord annonce au micro de la chaîne télévisée BeIN Sport qu'il met un terme à sa carrière professionnelle.

### Parcours en sélection nationale
Lancé sur le tard, Sylvain Wiltord enfile son premier maillot bleu avec les Espoirs de Raymond Domenech. C'est face à la Pologne au Touquet lors des éliminatoires pour l'Euro de la catégorie ayant lieu en 1996. Au sein du groupe battu par l'Italie en demi-finale, il s'offre la médaille de bronze. Quelques semaines plus tard, il s'envole pour Atlanta et les JO 1996 avec les Pirès, Vieira et autres Makelele. L'aventure s'arrête en quart-de-finale contre le Portugal. Victime de la concurrence et des choix de l'entraîneur, il n'est titularisé qu'à une seule reprise lors des quatre rencontres française, et rentrant trois fois en jeu.
Sylvain Wiltord fête sa première sélection le 10 février 1999 à Wembley contre l'Angleterre (victoire 2-0), en remplacement de Nicolas Anelka, double buteur.
Lors de la finale de l'Euro 2000 disputée entre la France et l'Italie à Rotterdam, les Transalpins mènent 1-0 et le chronomètre affiche 93 minutes. Mais Wiltord, rentré à l'heure de jeu, vient doucher l'adversaire en arrachant l'égalisation à l'ultime seconde (94e). Quelques minutes plus tard, David Trezeguet inscrit le but en or qui offre aux Bleus leur deuxième titre européen. Wiltord joue cinq matchs durant la compétition et marque deux buts (il marque également contre le Danemark lors du premier match de poules).
Wiltord remporte également deux Coupe des confédérations. Lors de la première en 2001, il joue cinq matchs et marque deux buts contre la Corée du Sud et le Mexique. Puis durant la seconde en 2003 face au Cameroun (1-0). Il joue cinq matchs et marque en demi-finale contre la Turquie.
Il participe aussi aux Coupes du monde 2002 et 2006 en jouant tous les matchs mais ne marque jamais. Il perd en finale du mondial allemand aux tirs au but face à l'Italie. Il est dans le groupe français lors de l'Euro 2004 où la France est éliminée en quart-de-finale contre la Grèce, futur vainqueur.
Le 15 novembre 2006, en match amical contre la Grèce, Sylvain Wiltord joue son dernier match pour l'équipe de France (victoire 1-0). Au total il comptabilise 92 sélections pour  26 buts inscrits . Il est alors le plus capé des français non-champions du monde en 1998.

### Reconversion
Après avoir raccroché les crampons, Sylvain Wiltord passe derrière le micro et devient consultant. Fin 2014, il déclare : « Vu que maintenant je ne suis plus sur, mais à l'extérieur du terrain, commenter les matches en direct c'est ce que je préfère. J'ai un peu de pression, j'ai les jambes qui fourmillent, il faut savoir trouver les bons mots au bon moment… J'adore le foot, je parle d'une chose que je connais et j'aime ça. Quand on m'a demandé de me plier à l'exercice la première fois, je pensais que je n'allais pas apprécier mais après mon premier test, lorsque j'ai vécu mon premier match j'ai dit: banco je continue ».
En octobre 2013, Wiltord découvre le footgolf. Il continue à jouer à cette discipline où il se sert de sa maitrise du ballon.
En juin 2015, soit trois mois après le retour de Landry Chauvin qui a été l'un de ses premiers formateurs après son arrivée au Stade rennais en 1991, Wiltord devient l'ambassadeur de l'Académie Rouge et Noire, qui a été souhaitée par l'actuel président René Ruello.

## Statistiques

### Générales par saison
Le tableau ci-dessous illustre les statistiques professionnelles de Sylvain Wiltord,,,,,,.
| Saison                | Club                   | Championnat           | Championnat | Championnat | Championnat | Coupe nationale | Coupe nationale | Coupe nationale | Coupe de la Ligue | Coupe de la Ligue | Coupe de la Ligue | Supercoupe | Supercoupe | Supercoupe | Compétition(s) continentale(s) | Compétition(s) continentale(s) | Compétition(s) continentale(s) | Compétition(s) continentale(s) | France | France | France | Total | Total | Total |
| Saison                | Club                   | Division              | M.          | B.          | P.d.        | M.              | B.              | P.d.            | M.                | B.                | P.d.              | M.         | B.         | P.d.       | Comp.                          | M.                             | B.                             | P.d.                           | M.     | B.     | P.d.   | M.    | B.    | P.d.  |
| 1992-1993             | Stade rennais FC       | Division 2            | 2           | 0           | -           | -               | -               | -               | -                 | -                 | -                 | -          | -          | -          | -                              | -                              | -                              | -                              | -      | -      | -      | 2     | 0     | 0     |
| 1993-1994             | Stade rennais FC       | Division 2            | 26          | 9           | -           | 1               | 0               | -               | -                 | -                 | -                 | -          | -          | -          | -                              | -                              | -                              | -                              | -      | -      | -      | 27    | 9     | 0     |
| 1994-1995             | Stade rennais FC       | Division 1            | 25          | 5           | -           | 1               | 0               | -               | 2                 | 1                 | -                 | -          | -          | -          | -                              | -                              | -                              | -                              | -      | -      | -      | 28    | 6     | 0     |
| 1995-1996             | Stade rennais FC       | Division 1            | 37          | 15          | -           | 1               | 0               | -               | 2                 | 3                 | -                 | -          | -          | -          | -                              | -                              | -                              | -                              | -      | -      | -      | 40    | 18    | 0     |
| 1996-1997             | Stade rennais FC       | Division 1            | 35          | 3           | -           | 2               | 0               | -               | 3                 | 0                 | -                 | -          | -          | -          | -                              | -                              | -                              | -                              | -      | -      | -      | 40    | 3     | 0     |
| Sous-total            | Sous-total             | Sous-total            | 125         | 32          | -           | 5               | 0               | -               | 7                 | 4                 | -                 | -          | -          | -          | -                              | -                              | -                              | -                              | -      | -      | -      | 137   | 36    | 0     |
| 1997-1998             | Girondins de Bordeaux  | Division 1            | 34          | 10          | 2           | 2               | 4               | 0               | 5                 | 1                 | 2                 | -          | -          | -          | C3                             | 2                              | 0                              | 0                              | -      | -      | -      | 43    | 15    | 4     |
| 1998-1999             | Girondins de Bordeaux  | Division 1            | 33          | 22          | 7           | -               | -               | -               | 1                 | 0                 | 0                 | -          | -          | -          | C3                             | 8                              | 5                              | 0                              | 5      | 2      | 0      | 47    | 29    | 7     |
| 1999-2000             | Girondins de Bordeaux  | Division 1            | 32          | 13          | 2           | 4               | 0               | 0               | 2                 | 0                 | 0                 | 1          | 0          | 0          | C1                             | 12                             | 4                              | 2                              | 13     | 4      | 2      | 64    | 21    | 6     |
| Sous-total            | Sous-total             | Sous-total            | 99          | 45          | 11          | 6               | 4               | 0               | 8                 | 1                 | 2                 | 1          | 0          | 0          | -                              | 22                             | 9                              | 2                              | 18     | 6      | 2      | 154   | 65    | 17    |
| 2000-2001             | Arsenal FC             | Premier League        | 27          | 8           | 5           | 6               | 6               | 0               | 1                 | 0                 | 0                 | -          | -          | -          | C1                             | 13                             | 1                              | 1                              | 13     | 6      | 0      | 60    | 21    | 6     |
| 2001-2002             | Arsenal FC             | Premier League        | 32          | 10          | 7           | 7               | 2               | 1               | 3                 | 4                 | 0                 | -          | -          | -          | C1                             | 11                             | 1                              | 4                              | 11     | 0      | 2      | 64    | 17    | 14    |
| 2002-2003             | Arsenal FC             | Premier League        | 34          | 10          | 4           | 7               | 2               | 0               | -                 | -                 | -                 | 1          | 0          | 0          | C1                             | 12                             | 1                              | 3                              | 13     | 5      | 6      | 67    | 18    | 13    |
| 2003-2004             | Arsenal FC             | Premier League        | 12          | 3           | 0           | -               | -               | -               | 3                 | 1                 | 0                 | 1          | 0          | 0          | C1                             | 4                              | 0                              | 0                              | 10     | 5      | 2      | 30    | 9     | 2     |
| Sous-total            | Sous-total             | Sous-total            | 105         | 31          | 16          | 20              | 10              | 1               | 7                 | 5                 | 0                 | 2          | 0          | 0          | -                              | 40                             | 3                              | 8                              | 47     | 16     | 10     | 221   | 65    | 35    |
| 2004-2005             | Olympique lyonnais     | Ligue 1               | 25          | 3           | 4           | 2               | 2               | 0               | -                 | -                 | -                 | -          | -          | -          | C1                             | 8                              | 6                              | 5                              | 5      | 1      | 1      | 40    | 12    | 10    |
| 2005-2006             | Olympique lyonnais     | Ligue 1               | 35          | 12          | 7           | 3               | 0               | 0               | -                 | -                 | -                 | -          | -          | -          | C1                             | 10                             | 2                              | 1                              | 17     | 3      | 6      | 65    | 17    | 14    |
| 2006-2007             | Olympique lyonnais     | Ligue 1               | 22          | 5           | 1           | 1               | 0               | 0               | 2                 | 2                 | 0                 | -          | -          | -          | C1                             | 6                              | 0                              | 0                              | 5      | 0      | 0      | 36    | 7     | 1     |
| Sous-total            | Sous-total             | Sous-total            | 82          | 20          | 12          | 6               | 2               | 0               | 2                 | 2                 | 0                 | -          | -          | -          | -                              | 24                             | 8                              | 6                              | 27     | 4      | 7      | 141   | 36    | 25    |
| 2007-2008             | Stade rennais FC       | Ligue 1               | 25          | 6           | 2           | 2               | 1               | 0               | 1                 | 0                 | 0                 | -          | -          | -          | C3                             | 4                              | 0                              | 0                              | -      | -      | -      | 32    | 7     | 2     |
| 2008-2009             | Stade rennais FC       | Ligue 1               | 6           | 0           | 1           | -               | -               | -               | 1                 | 1                 | 0                 | -          | -          | -          | C3                             | 2                              | 0                              | 0                              | -      | -      | -      | 9     | 1     | 1     |
| Sous-total            | Sous-total             | Sous-total            | 31          | 6           | 3           | 2               | 1               | 0               | 2                 | 1                 | 0                 | -          | -          | -          | -                              | 6                              | 0                              | 0                              | -      | -      | -      | 41    | 8     | 3     |
| 2008-2009             | Olympique de Marseille | Ligue 1               | 13          | 1           | 0           | 1               | 0               | 0               | -                 | -                 | -                 | -          | -          | -          | -                              | -                              | -                              | -                              | -      | -      | -      | 14    | 1     | 0     |
| 2009-2010             | FC Metz                | Ligue 2               | 15          | 3           | 0           | -               | -               | -               | -                 | -                 | -                 | -          | -          | -          | -                              | -                              | -                              | -                              | -      | -      | -      | 15    | 3     | 0     |
| 2011-2012             | FC Nantes              | Ligue 2               | 33          | 8           | 4           | 2               | 0               | 0               | 1                 | 0                 | 0                 | -          | -          | -          | -                              | -                              | -                              | -                              | -      | -      | -      | 36    | 8     | 4     |
| Total sur la carrière | Total sur la carrière  | Total sur la carrière | 503         | 146         | 46          | 42              | 17              | 0               | 27                | 13                | 2                 | 3          | 0          | 0          | -                              | 92                             | 20                             | 16                             | 92     | 26     | 19     | 759   | 222   | 83    |

### Détails des sélections et buts internationaux
| Compétition              | MJ | Buts | V  | N  | D  |
| ------------------------ | -- | ---- | -- | -- | -- |
| Coupe du monde           | 10 | 0    | 4  | 4  | 2  |
| Championnat d'Europe     | 8  | 2    | 5  | 1  | 2  |
| Coupe des confédérations | 10 | 3    | 9  | 0  | 1  |
| Qualif. Coupe du monde   | 8  | 2    | 4  | 4  | 0  |
| Qualif. Euro             | 16 | 8    | 13 | 1  | 2  |
| Match amical             | 40 | 11   | 29 | 6  | 5  |
| Total                    | 92 | 26   | 64 | 16 | 12 |

Sylvain Wiltord joue à 92 reprises pour l'équipe de France de football avec qui il inscrit 26 buts (soit 0,28 par match). Il fait ses débuts à 24 ans face à l'Angleterre le 10 février 1999 en match amical (victoire 2-0) et doit attendre sa troisième sélection pour inscrire son premier but international : 2-0 contre l'Arménie, le 30 mars 1999 en éliminatoires de l'Euro 2000. Entre sa 18e et 29e sélection (soit douze rencontres), l'attaquant inscrit sept buts. À sa période la plus efficace, suit une période de disette qui court sur treize matchs entre la fin de la Coupe des confédérations 2001 et le Mondial 2002.
Wiltord met un terme à cette période en marquant trois fois en autant de match lors des premiers matchs de qualification pour l'Euro 2004. Le 6 septembre 2003, à l'occasion de sa 57e sélection et la réception de Chypre dans ces mêmes éliminatoires, le joueur d'Arsenal inscrit son premier doublé sous le maillot de sa sélection nationale. Il récidive un peu moins d'un an plus tard, le 28 mai 2004, à Montpellier contre Andorre en match amical. Il inscrit alors ses 21e et 22e buts (en 61 matchs) qui lui permettent d'égaliser le total de Jean Vincent et ainsi rentrer dans le Top 10 des meilleurs buteurs de l'équipe de France. Les 28 buts de Youri Djorkaeff sont atteignables mais Wiltord inscrit son dernier but international le 31 mai 2006 contre le Danemark en amical lors de sa 79e capes. Il connaît une dernière période d'inefficacité de treize rencontres et son total reste à 26 buts marqués pour les Bleus. Alors neuvième meilleur buteur de l'histoire des Tricolores, Wiltord est dépassé par Karim Benzema le 8 octobre 2015. Il joue son dernier match à 32 ans, plus de sept ans après le premier, le 15 novembre 2006 en amical contre la Grèce (victoire 1-0).
En 92 sélections, Sylvain Wiltord connaît 64 victoires, 16 matchs nuls et 12 défaites. Il vit sa plus large victoire contre le Malte le 29 mars 2003 sur le score de 6 buts à 0 lors des éliminatoires pour l'Euro 2004. Wiltord ne s'incline qu'à deux reprises par plus d'un but d'écart, 2-0 à chaque fois, contre le Danemark lors de la Coupe du monde 2002 et quelques mois plus tard contre la République tchèque en match amical. Lors de ses 26 buts inscrits, la France ne s'incline qu'à deux reprises.
| Les 92 sélections de Sylvain Wiltord avec la France | Les 92 sélections de Sylvain Wiltord avec la France | Les 92 sélections de Sylvain Wiltord avec la France | Les 92 sélections de Sylvain Wiltord avec la France | Les 92 sélections de Sylvain Wiltord avec la France | Les 92 sélections de Sylvain Wiltord avec la France | Les 92 sélections de Sylvain Wiltord avec la France                       |
| #                                                   | Date                                                | Lieu                                                | Adversaire                                          | Score                                               | Compétition                                         | Note                                                                      |
| --------------------------------------------------- | --------------------------------------------------- | --------------------------------------------------- | --------------------------------------------------- | --------------------------------------------------- | --------------------------------------------------- | ------------------------------------------------------------------------- |
| 1                                                   | 10 février 1999                                     | Londres, Angleterre                                 | Angleterre                                          | 2-0                                                 | Match amical                                        | Entre en jeu à la place de Youri Djorkaeff à la 83e minute.               |
| 2                                                   | 27 mars 1999                                        | Saint-Denis, France                                 | Ukraine                                             | 0-0                                                 | Qualification Euro 2000 - grp. 4                    | Entre en jeu à la place de Christophe Dugarry à la 69e minute de jeu.     |
| 3                                                   | 31 mars 1999                                        | Saint-Denis, France                                 | Arménie                                             | 2-0                                                 | Qualification Euro 2000 - grp. 4                    | Titulaire.                                                                |
| 4                                                   | 5 juin 1999                                         | Saint-Denis, France                                 | Russie                                              | 2-3                                                 | Qualification Euro 2000 - grp. 4                    | Titulaire.                                                                |
| 5                                                   | 9 juin 1999                                         | Barcelone, Espagne                                  | Andorre                                             | 1-0                                                 | Qualification Euro 2000 - grp. 4                    | Titulaire.                                                                |
| 6                                                   | 18 août 1999                                        | Belfast, Irlande du Nord                            | Irlande du Nord                                     | 1-0                                                 | Match amical                                        | Titulaire et remplacé par Laurent Robert à la 56e minute de jeu.          |
| 7                                                   | 8 septembre 1999                                    | Erevan, Arménie                                     | Arménie                                             | 3-2                                                 | Qualification Euro 2000 - grp. 4                    | Titulaire et remplacé par Laurent Robert à la 63e minute de jeu.          |
| 8                                                   | 9 octobre 1999                                      | Saint-Denis, France                                 | Islande                                             | 3-2                                                 | Qualification Euro 2000 - grp. 4                    | Titulaire et remplacé par Tony Vairelles à la 83e minute de jeu.          |
| 9                                                   | 23 février 2000                                     | Saint-Denis, France                                 | Pologne                                             | 1-0                                                 | Match amical                                        | Titulaire et remplacé par Robert Pirès à la 58e minute de jeu.            |
| 10                                                  | 29 mars 2000                                        | Glasgow, Écosse                                     | Écosse                                              | 2-0                                                 | Match amical                                        | Entre en jeu à la place de Ludovic Giuly à la 46e minute de jeu.          |
| 11                                                  | 28 juin 2000                                        | Zagreb, Croatie                                     | Croatie                                             | 2-0                                                 | Match amical                                        | Titulaire.                                                                |
| 12                                                  | 4 juin 2000                                         | Casablanca, Maroc                                   | Japon                                               | 2-2                                                 | Tournoi Hassan II                                   | Titulaire et remplacé par Christophe Dugarry à la 46e minute de jeu.      |
| 13                                                  | 6 juin 2000                                         | Casablanca, Maroc                                   | Maroc                                               | 5-1                                                 | Tournoi Hassan II                                   | Entre en jeu à la place de Christophe Dugarry à la 62e minute de jeu.     |
| 14                                                  | 11 juin 2000                                        | Bruges, Belgique                                    | Danemark                                            | 3-0                                                 | Euro 2000 - grp. D                                  | Entre en jeu à la place de Nicolas Anelka à la 62e minute de jeu.         |
| 15                                                  | 16 juin 2000                                        | Bruges, Belgique                                    | Tchéquie                                            | 2-1                                                 | Euro 2000 - grp. D                                  | Entre en jeu à la place de Thierry Henry à la 90e minute de jeu.          |
| 16                                                  | 21 juin 2000                                        | Amsterdam, Pays-Bas                                 | Pays-Bas                                            | 2-3                                                 | Euro 2000 - grp. D                                  | Titulaire et remplacé par Nicolas Anelka à la 80e minute de jeu.          |
| 17                                                  | 28 juin 2000                                        | Bruxelles, Belgique                                 | Portugal                                            | 2-1                                                 | Euro 2000 - demie                                   | Entre en jeu à la place de Nicolas Anelka à la 72e minute de jeu.         |
| 18                                                  | 2 juillet 2000                                      | Rotterdam, Pays-Bas                                 | Italie                                              | 2-1                                                 | Euro 2000 - finale                                  | Entre en jeu à la place de Christophe Dugarry à la 58e minute de jeu.     |
| 19                                                  | 2 septembre 2000                                    | Saint-Denis, France                                 | Angleterre                                          | 1-1                                                 | Match amical                                        | Entre en jeu à la place de Nicolas Anelka à la 46e minute de jeu.         |
| 20                                                  | 4 octobre 2000                                      | Saint-Denis, France                                 | Cameroun                                            | 1-1                                                 | Match amical                                        | Titulaire et remplacé par Ludovic Giuly à la 66e minute de jeu.           |
| 21                                                  | 7 octobre 2000                                      | Johannesbourg, Afrique du Sud                       | Afrique du Sud                                      | 0-0                                                 | Match amical                                        | Titulaire et remplacé par Thierry Henry à la 46e minute de jeu.           |
| 22                                                  | 15 novembre 2000                                    | Istanbul, Turquie                                   | Turquie                                             | 4-0                                                 | Match amical                                        | Titulaire et remplacé par Laurent Robert à la 57e minute de jeu.          |
| 23                                                  | 27 février 2001                                     | Saint-Denis, France                                 | Allemagne                                           | 1-0                                                 | Match amical                                        | Titulaire et remplacé par Robert Pirès à la 53e minute de jeu.            |
| 24                                                  | 24 mars 2001                                        | Saint-Denis, France                                 | Japon                                               | 5-0                                                 | Match amical                                        | Titulaire et remplacé par Christophe Dugarry à la 53e minute de jeu.      |
| 25                                                  | 28 mars 2001                                        | Valence, Espagne                                    | Espagne                                             | 1-2                                                 | Match amical                                        | Titulaire et remplacé par Christophe Dugarry à la 46e minute de jeu.      |
| 26                                                  | 25 avril 2001                                       | Saint-Denis, France                                 | Portugal                                            | 4-0                                                 | Match amical                                        | Titulaire et remplacé par David Trezeguet à la 54e minute de jeu.         |
| 27                                                  | 30 mai 2001                                         | Daegu, Corée du Sud                                 | Corée du Sud                                        | 5-0                                                 | Coupe des confédérations 2001 - grp. A              | Entre en jeu à la place de Steve Marlet à la 66e minute de jeu.           |
| 28                                                  | 1er juin 2001                                       | Daegu, Corée du Sud                                 | Australie                                           | 0-1                                                 | Coupe des confédérations 2001 - grp. A              | Titulaire.                                                                |
| 29                                                  | 3 juin 2001                                         | Ulsan, Corée du Sud                                 | Mexique                                             | 4-0                                                 | Coupe des confédérations 2001 - grp. A              | Titulaire et remplacé par Youri Djorkaeff à la 77e minute de jeu.         |
| 30                                                  | 6 juin 2001                                         | Suwon, Corée du Sud                                 | Brésil                                              | 2-1                                                 | Coupe des confédérations 2001 - demie               | Titulaire et remplacé par Laurent Robert à la 86e minute de jeu.          |
| 31                                                  | 10 juin 2001                                        | Yokohama, Japon                                     | Japon                                               | 1-0                                                 | Coupe des confédérations 2001 - finale              | Titulaire.                                                                |
| 32                                                  | 15 août 2001                                        | Nantes, France                                      | Danemark                                            | 1-0                                                 | Match amical                                        | Titulaire et remplacé par David Trezeguet à la 56e minute de jeu.         |
| 33                                                  | 1er septembre 2001                                  | Santiago, Chili                                     | Chili                                               | 1-2                                                 | Match amical                                        | Titulaire et remplacé par Thierry Henry à la 46e minute de jeu.           |
| 34                                                  | 6 octobre 2001                                      | Saint-Denis, France                                 | Algérie                                             | 4-1                                                 | Match amical                                        | Entre en jeu à la place de Zinédine Zidane à la 46e minute de jeu.        |
| 35                                                  | 11 novembre 2001                                    | Melbourne, Australie                                | Australie                                           | 1-1                                                 | Match amical                                        | Entre en jeu à la place de Christophe Dugarry à la 58e minute de jeu.     |
| 36                                                  | 13 février 2002                                     | Saint-Denis, France                                 | Roumanie                                            | 2-1                                                 | Match amical                                        | Entre en jeu à la place de Christophe Dugarry à la 59e minute de jeu.     |
| 37                                                  | 27 mars 2002                                        | Saint-Denis, France                                 | Écosse                                              | 5-0                                                 | Match amical                                        | Titulaire et remplacé par Steve Marlet à la 57e minute de jeu.            |
| 38                                                  | 18 mai 2002                                         | Saint-Denis, France                                 | Belgique                                            | 1-2                                                 | Match amical                                        | Titulaire et remplacé par Alain Boghossian à la 80e minute de jeu.        |
| 39                                                  | 26 mai 2002                                         | Suwon, Corée du Sud                                 | Corée du Sud                                        | 3-2                                                 | Match amical                                        | Entre en jeu à la place de Zinédine Zidane à la 38e minute de jeu.        |
| 40                                                  | 31 mai 2002                                         | Seoul, Corée du Sud                                 | Sénégal                                             | 0-1                                                 | Mondial 2002 - grp. A                               | Titulaire et remplacé par Djibril Cissé à la 81e minute de jeu.           |
| 41                                                  | 6 juin 2002                                         | Pusan, Corée du Sud                                 | Uruguay                                             | 0-0                                                 | Mondial 2002 - grp. A                               | Titulaire et remplacé par Christophe Dugarry à la 93e minute de jeu.      |
| 42                                                  | 11 juin 2002                                        | Incheon, Corée du Sud                               | Danemark                                            | 0-2                                                 | Mondial 2002 - grp. A                               | Titulaire et remplacé par Youri Djorkaeff à la 83e minute de jeu.         |
| 43                                                  | 7 septembre 2002                                    | Lefkosia, Chypre                                    | Chypre                                              | 2-1                                                 | Qualification Euro 2004 - grp. 1                    | Titulaire et remplacé par Olivier Kapo à la 80e minute de jeu.            |
| 44                                                  | 12 octobre 2002                                     | Saint-Denis, France                                 | Slovénie                                            | 5-0                                                 | Qualification Euro 2004 - grp. 1                    | Titulaire et remplacé par Bruno Cheyrou à la 85e minute de jeu.           |
| 45                                                  | 16 octobre 2002                                     | La Vallette, Malte                                  | Malte                                               | 4-0                                                 | Qualification Euro 2004 - grp. 1                    | Titulaire.                                                                |
| 46                                                  | 20 novembre 2002                                    | Saint-Denis, France                                 | RF Yougoslavie                                      | 3-0                                                 | Match amical                                        | Entre en jeu à la place de Claude Makelele à la 54e minute de jeu.        |
| 47                                                  | 12 février 2003                                     | Saint-Denis, France                                 | Tchéquie                                            | 0-2                                                 | Match amical                                        | Titulaire et remplacé par David Trezeguet à la 46e minute de jeu.         |
| 48                                                  | 29 mars 2003                                        | Lens, France                                        | Malte                                               | 6-0                                                 | Qualification Euro 2004 - grp. 1                    | Titulaire et remplacé par Sidney Govou à la 75e minute de jeu.            |
| 49                                                  | 2 avril 2003                                        | Palerme, Italie                                     | Israël                                              | 2-1                                                 | Qualification Euro 2004 - grp. 1                    | Titulaire et remplacé par Sidney Govou à la 66e minute de jeu.            |
| 50                                                  | 30 avril 2003                                       | Saint-Denis, France                                 | Égypte                                              | 5-0                                                 | Match amical                                        | Titulaire et remplacé par Daniel Moreira à la 70e minute de jeu.          |
| 51                                                  | 18 juin 2003                                        | Lyon, France                                        | Colombie                                            | 1-0                                                 | Coupe des confédérations 2003 - grp. A              | Titulaire.                                                                |
| 52                                                  | 20 juin 2003                                        | Saint-Étienne, France                               | Japon                                               | 2-1                                                 | Coupe des confédérations 2003 - grp. A              | Entre en jeu à la place de Jérôme Rothen à la 65e minute de jeu.          |
| 53                                                  | 22 juin 2003                                        | Saint-Denis, France                                 | Nouvelle-Zélande                                    | 5-0                                                 | Coupe des confédérations 2003 - grp. A              | Titulaire et remplacé par Robert Pirès à la 75e minute de jeu.            |
| 54                                                  | 26 juin 2003                                        | Saint-Denis, France                                 | Turquie                                             | 3-2                                                 | Coupe des confédérations 2003 - demie               | Titulaire et remplacé par Ludovic Giuly à la 77e minute de jeu.           |
| 55                                                  | 29 juin 2003                                        | Saint-Denis, France                                 | Cameroun                                            | 1-0                                                 | Coupe des confédérations 2003 - finale              | Titulaire et remplacé par Ludovic Giuly à la 65e minute de jeu.           |
| 56                                                  | 20 août 2003                                        | Genève, Suisse                                      | Suisse                                              | 2-0                                                 | Match amical                                        | Titulaire et remplacé par Ludovic Giuly à la 70e minute de jeu.           |
| 57                                                  | 6 septembre 2003                                    | Saint-Denis, France                                 | Chypre                                              | 5-0                                                 | Qualification Euro 2004 - grp. 1                    | Titulaire.                                                                |
| 58                                                  | 10 septembre 2003                                   | Ljubljana, Slovénie                                 | Slovénie                                            | 2-0                                                 | Qualification Euro 2004 - grp. 1                    | Titulaire et remplacé par Willy Sagnol à la 75e minute de jeu.            |
| 59                                                  | 15 novembre 2003                                    | Gelsenkirchen, Allemagne                            | Allemagne                                           | 3-0                                                 | Match amical                                        | Entre en jeu à la place de Robert Pirès à la 73e minute de jeu.           |
| 60                                                  | 20 mai 2004                                         | Saint-Denis, France                                 | Brésil                                              | 0-0                                                 | Centenaire de la FIFA                               | Entre en jeu à la place de Robert Pirès à la 46e minute de jeu.           |
| 61                                                  | 28 mai 2004                                         | Montpellier, France                                 | Andorre                                             | 4-0                                                 | Match amical                                        | Titulaire.                                                                |
| 62                                                  | 6 juin 2004                                         | Saint-Denis, France                                 | Ukraine                                             | 1-0                                                 | Match amical                                        | Entre en jeu à la place de Robert Pirès à la 83e minute de jeu.           |
| 63                                                  | 13 juin 2004                                        | Lisbonne, Portugal                                  | Angleterre                                          | 2-1                                                 | Euro 2004 - grp. B                                  | Entre en jeu à la place de Robert Pirès à la 75e minute de jeu.           |
| 64                                                  | 17 juin 2004                                        | Leiria, Portugal                                    | Croatie                                             | 2-2                                                 | Euro 2004 - grp. B                                  | Titulaire et remplacé par Robert Pirès à la 70e minute de jeu.            |
| 65                                                  | 25 juin 2004                                        | Lisbonne, Portugal                                  | Grèce                                               | 0-1                                                 | Euro 2004 - quart                                   | Entre en jeu à la place de David Trezeguet à la 72e minute de la jeu.     |
| 66                                                  | 9 octobre 2004                                      | Saint-Denis, France                                 | République d'Irlande                                | 0-0                                                 | Qualification Mondial 2006 - grp. 4                 | Titulaire.                                                                |
| 67                                                  | 13 octobre 2004                                     | Lefkosia, Chypre                                    | Chypre                                              | 2-0                                                 | Qualification Mondial 2006 - grp. 4                 | Titulaire.                                                                |
| 68                                                  | 26 mars 2005                                        | Saint-Denis, France                                 | Suisse                                              | 0-0                                                 | Qualification Mondial 2006 - grp. 4                 | Titulaire et remplacé par Sidney Govou à la 81e minute de jeu.            |
| 69                                                  | 30 mars 2005                                        | Tel Aviv, Israël                                    | Israël                                              | 1-1                                                 | Qualification Mondial 2006 - grp. 4                 | Titulaire et remplacé par Vikash Dhorasoo à la 91e minute de jeu.         |
| 70                                                  | 31 mai 2005                                         | Metz, France                                        | Hongrie                                             | 2-1                                                 | Match amical                                        | Titulaire et capitaine, remplacé par Sidney Govou à la 58e minute de jeu. |
| 71                                                  | 17 août 2005                                        | Montpellier, France                                 | Côte d'Ivoire                                       | 3-0                                                 | Match amical                                        | Titulaire et remplacé par David Trezeguet à la 79e minute de jeu.         |
| 72                                                  | 3 septembre 2005                                    | Lens, France                                        | Îles Féroé                                          | 3-0                                                 | Qualification Mondial 2006 - grp. 4                 | Entre en jeu à la place de Thierry Henry à la 67e minute de jeu.          |
| 73                                                  | 7 septembre 2005                                    | Dublin, Irlande                                     | République d'Irlande                                | 1-0                                                 | Qualification Mondial 2006 - grp. 4                 | Titulaire.                                                                |
| 74                                                  | 8 octobre 2005                                      | Berne, Suisse                                       | Suisse                                              | 1-1                                                 | Qualification Mondial 2006 - grp. 4                 | Titulaire.                                                                |
| 75                                                  | 12 octobre 2005                                     | Saint-Denis                                         | Chypre                                              | 4-0                                                 | Qualification Mondial 2006 - grp. 4                 | Titulaire et remplacé par Ludovic Giuly à la 59e minute de jeu.           |
| 76                                                  | 9 novembre 2005                                     | Fort-de-France, Martinique                          | Costa Rica                                          | 3-2                                                 | Match amical                                        | Titulaire et remplacé par Sidney Govou à la 63e minute de jeu.            |
| 77                                                  | 1er mars 2006                                       | Saint-Denis, France                                 | Slovaquie                                           | 1-2                                                 | Match amical                                        | Entre en jeu à la place de Nicolas Anelka à la 46e minute de jeu.         |
| 78                                                  | 27 mai 2006                                         | Saint-Denis, France                                 | Mexique                                             | 1-0                                                 | Match amical                                        | Entre en jeu à la place de Patrick Vieira à la 46e minute de jeu.         |
| 79                                                  | 31 mai 2006                                         | Lens, France                                        | Danemark                                            | 2-0                                                 | Match amical                                        | Entre en jeu à la place de Louis Saha à la 57e minute de jeu.             |
| 80                                                  | 7 juin 2006                                         | Saint-Étienne, France                               | Chine                                               | 3-1                                                 | Match amical                                        | Entre en jeu à la 84e minute de jeu.                                      |
| 81                                                  | 13 juin 2006                                        | Stuttgart, Allemagne                                | Suisse                                              | 0-0                                                 | Mondial 2006 - grp. G                               | Titulaire et remplacé par Vikash Dhorasoo à la 84e minute de jeu.         |
| 82                                                  | 18 juin 2006                                        | Leipzig, Allemagne                                  | Corée du Sud                                        | 1-1                                                 | Mondial 2006 - grp. G                               | Titulaire et remplacé par Franck Ribéry à la 60e minute de jeu.           |
| 83                                                  | 23 juin 2006                                        | Cologne, Allemagne                                  | Togo                                                | 2-0                                                 | Mondial 2006 - grp. G                               | Entre en jeu à la place de Florent Malouda à la 74e minute de jeu.        |
| 84                                                  | 27 juin 2006                                        | Hanovre, Allemagne                                  | Espagne                                             | 3-1                                                 | Mondial 2006 - huitième                             | Entre en jeu à la place de Thierry Henry à la 87e minute de jeu.          |
| 85                                                  | 1er juillet 2006                                    | Francfort-sur-le-Main, Allemagne                    | Brésil                                              | 1-0                                                 | Mondial 2006 - quart                                | Entre en jeu à la place de Florent Malouda à la 81e minute de jeu.        |
| 86                                                  | 5 juillet 2006                                      | Munich, Allemagne                                   | Portugal                                            | 1-0                                                 | Mondial 2006 - demie                                | Entre en jeu à la place de Florent Malouda à la 69e minute de jeu.        |
| 87                                                  | 9 juillet 2006                                      | Berlin, Allemagne                                   | Italie                                              | 1-1 tab 3-5                                         | Mondial 2006 - finale                               | Entre en jeu à la place de Thierry Henry à la 117e minute de jeu.         |
| 88                                                  | 16 août 2006                                        | Sarajevo, Bosnie-Herzégovine                        | Bosnie-Herzégovine                                  | 2-1                                                 | Match amical                                        | Entre en jeu à la place de Florent Malouda à la 53e minute de jeu.        |
| 89                                                  | 2 septembre 2006                                    | Tbilissi, Géorgie                                   | Géorgie                                             | 3-0                                                 | Qualification Euro 2008 - grp. B                    | Entre en jeu à la place de Louis Saha à la 86e minute de jeu.             |
| 90                                                  | 6 septembre 2006                                    | Saint-Denis, France                                 | Italie                                              | 3-1                                                 | Qualification Euro 2008 - grp. B                    | Entre en jeu à la place de Sidney Govou à la 75e minute de jeu.           |
| 91                                                  | 7 octobre 2006                                      | Glasgow, Écosse                                     | Écosse                                              | 0-1                                                 | Qualification Euro 2008 - grp. B                    | Entre en jeu à la place de Franck Ribéry à la 74e minute de jeu.          |
| 92                                                  | 15 novembre 2006                                    | Saint-Denis, France                                 | Grèce                                               | 1-0                                                 | Match amical                                        | Titulaire.                                                                |

| Les 26 buts de Sylvain Wiltord en sélection | Les 26 buts de Sylvain Wiltord en sélection | Les 26 buts de Sylvain Wiltord en sélection  | Les 26 buts de Sylvain Wiltord en sélection | Les 26 buts de Sylvain Wiltord en sélection | Les 26 buts de Sylvain Wiltord en sélection | Les 26 buts de Sylvain Wiltord en sélection |
| #                                           | Date                                        | Lieu                                         | Adversaire                                  | Score                                       | Résulns Euro 2000                           |                                             |
| ------------------------------------------- | ------------------------------------------- | -------------------------------------------- | ------------------------------------------- | ------------------------------------------- | ------------------------------------------- | ------------------------------------------- |
| 2                                           | 5 juin 1999                                 | Stade de France, Saint-Denis, France         | Russie                                      | 2-1                                         | 2-3                                         | Qualifications Euro 2000                    |
| 3                                           | 29 mars 2000                                | Hampden Park, Glasgow, Écosse                | Écosse                                      | 1-0                                         | 2-0                                         | Match amical                                |
| 4                                           | 6 juin 2000                                 | Stade Mohammed V, Casablanca, Maroc          | Maroc                                       | 5-1                                         | 5-1                                         | Match amical                                |
| 5                                           | 11 juin 2000                                | Stade Jan Breydel, Bruges, Belgique          | Danemark                                    | 3-0                                         | 3-0                                         | Euro 2000                                   |
| 6                                           | 2 juillet 2000                              | Feyenoord Stadion, Rotterdam, Pays-Bas       | Italie                                      | 1-1                                         | 2-1 a.p.                                    | Euro 2000                                   |
| 7                                           | 4 octobre 2000                              | Stade de France, Saint-Denis, France         | Cameroun                                    | 1-0                                         | 1-1                                         | Match amical                                |
| 8                                           | 15 novembre 2000                            | Stade Inönü, Istanbul, Turquie               | Turquie                                     | 2-0                                         | 4-0                                         | Match amical                                |
| 9                                           | 24 mars 2001                                | Stade de France, Saint-Denis, France         | Japon                                       | 3-0                                         | 5-0                                         | Match amical                                |
| 10                                          | 25 avril 2001                               | Stade de France, Saint-Denis, France         | Portugal                                    | 1-0                                         | 4-0                                         | Match amical                                |
| 11                                          | 30 mai 2001                                 | Daegu World Cup Stadium, Daegu, Corée du Sud | Corée du Sud                                | 5-0                                         | 5-0                                         | Coupe des confédérations 2001               |
| 12                                          | 3 juin 2001                                 | Munsu Cup Stadium, Ulsan, Corée du Sud       | Mexique                                     | 1-0                                         | 4-0                                         | Coupe des confédérations 2001               |
| 13                                          | 7 septembre 2002                            | Stade GSP, Nicosie, Chypre                   | Chypre                                      | 2-1                                         | 2-1                                         | Qualifications Euro 2004                    |
| 14                                          | 12 octobre 2002                             | Stade de France, Saint-Denis, France         | Slovénie                                    | 4-0                                         | 5-0                                         | Qualifications Euro 2004                    |
| 15                                          | 16 octobre 2002                             | Ta'Qali Stadium, Attard, Malte               | Malte                                       | 3-0                                         | 4-0                                         | Qualifications Euro 2004                    |
| 16                                          | 29 mars 2003                                | Stade Félix-Bollaert, Lens, France           | Malte                                       | 1-0                                         | 6-0                                         | Qualifications Euro 2004                    |
| 17                                          | 26 juin 2003                                | Stade de France, Saint-Denis, France         | Turquie                                     | 3-1                                         | 3-2                                         | Coupe des confédérations 2003               |
| 18                                          | 20 août 2003                                | Stade de Genève, Genève, Suisse              | Suisse                                      | 1-0                                         | 2-0                                         | Match amical                                |
| 19                                          | 6 septembre 2003                            | Stade de France, Saint-Denis, France         | Chypre                                      | 2-0                                         | 5-0                                         | Qualifications Euro 2004                    |
| 20                                          | 6 septembre 2003                            | Stade de France, Saint-Denis, France         | Chypre                                      | 3-0                                         | 5-0                                         | Qualifications Euro 2004                    |
| 21                                          | 28 mai 2004                                 | Stade de la Mosson, Montpellier, France      | Andorre                                     | 1-0                                         | 4-0                                         | Match amical                                |
| 22                                          | 28 mai 2004                                 | Stade de la Mosson, Montpellier, France      | Andorre                                     | 2-0                                         | 4-0                                         | Match amical                                |
| 23                                          | 13 octobre 2004                             | Stade GSP, Nicosie, Chypre                   | Chypre                                      | 1-0                                         | 2-0                                         | Qualifications Coupe du monde 2006          |
| 24                                          | 12 octobre 2005                             | Stade de France, Saint-Denis, France         | Chypre                                      | 2-0                                         | 4-0                                         | Qualifications Coupe du monde 2006          |
| 25                                          | 1er mars 2006                               | Stade de France, Saint-Denis, France         | Slovaquie                                   | 1-1                                         | 1-2                                         | Match amical                                |
| 26                                          | 31 mai 2006                                 | Stade Félix-Bollaert, Lens, France           | Danemark                                    | 2-0                                         | 2-0                                         | Match amical                                |

## Style de jeu: un attaquant imprévisible
Sylvain Wiltord est un attaquant de taille moyenne (1,73 m), vif, explosif et imprévisible. Pouvant être utilisé sur tout le front de l'attaque, il commence au Stade rennais comme ailier droit, faisant parler sa vitesse et ses capacités de percussions. Arrivé aux Girondins de Bordeaux, il est replacé dans l'axe par Elie Baup, associé à un second buteur (Lilian Laslandes). Leur duo très complémentaire fait des ravages, Wiltord prenant souvent la profondeur. Bon dribbleur, sa hargne et son sens du travail font qu'il a presque toujours réussi à s'imposer dans l'équipe-type de ses différents clubs.
Dès son arrivée au centre de formation du Stade rennais, Sylvain Wiltord affiche déjà des qualités telles que de l'explosivité, de la subtilité dans ses déplacements et de la puissance. Lors de ses débuts professionnels, son intelligence de jeu et technique ressortent déjà du lot. À Rennes et en équipe de France espoirs, il est milieu offensif.
En septembre 1998, alors meilleur buteur de D1 avec les Girondins de Bordeaux, Wiltord déclare ne pas être « un vrai buteur, mais plutôt un « emmerdeur » de défense. Mais, souvent devant le but, j'ai pris conscience qu'il était important de marquer. C'est pour cette raison que je travaille plus devant le but à l'entraînement. Moi, ce que j'aime, c'est avoir de la liberté. Mais être attaquant, c'est être tout de suite devant les buts. C'est un plus ».
En septembre 1999, Jean-Louis Gasset déclare que : « Sylvain Wiltord ressemble à Patrice Loko, c’est évident ; ce sont des attaquants modernes, des joueurs de rupture qui multiplient les courses, « avalent » les espaces et créent des brèches pour leurs partenaires. Ce style de jeu exige une parfaite condition physique, car c’est très usant lorsque les matchs se répètent ».
En octobre 2017, Emmanuel Petit déclare : « Il y en a un autre, qui n'est pas dans le poste d'attaquant de pointe, mais que je trouvais remarquable dans ses déplacements, c'est Sylvain Wiltord. Sylvain, je trouvais que son jeu devrait être étudié, il se sacrifiait souvent dans des zones où c'était un peu bouché pour décanter des situations pour les partenaires, parce qu'il faisait toujours le bon appel. ». Christophe Dugarry renchérit : « Sylvain était tout le temps en mouvement. Il n'était jamais arrêté ».

## Palmarès

### En club
Formé au Stade rennais avec qui il est vice-champion de Ligue 2 et promu en Ligue 1, c'est après son départ aux Girondins de Bordeaux que  Sylvain Wiltord remporte son premier titre en étant sacré Champion de France en 1999 après s'être incliné en finale de Coupe de la Ligue en 1998.
Parti au Arsenal FC et après s'être incliné lors de la finale de Coupe d'Angleterre et terminé vice-champion pour sa première saison, il remporte le doublé Coupe-Championnat lors de la saison 2001-2002, sublimé par un Community Shield. La saison suivante, il est de nouveau vice-champion mais remporte une seconde Coupe d'Angleterre avant d'être sacré champion d'Angleterre une seconde fois en 2004.
Il revient en France en 2004 à l'Olympique lyonnais avec qui il est champion de France trois en trois ans mais s'incline en finale de Coupe de la ligue.
En équipe de France, il joue 92 sélections pour 26 buts et participe à l'Euro à deux reprises, remportant l'Euro 2000 et à deux Coupes du monde dont il est finaliste en 2006. Il remporte également deux Coupes des confédérations en 2001 et 2003 et participe aux Jeux Olympique 1996.
| Stade rennais                      | Girondins de Bordeaux (1) | Arsenal FC (4) | Olympique lyonnais (3)                                                                             | Olympique de Marseille                           | Équipe de France (3) |
| ---------------------------------- | --- | --- | -------------------------------------------------------------------------------------------------- | ------------------------------------------------ | --- |
| - Ligue 2 : - Vice-champion : 1994 | - Championnat de France : - Champion : 1999 - Coupe de la Ligue : - Finaliste : 1998 - Trophée des Champions : - Finaliste : 1999 | - Championnat d'Angleterre : - Champion : 2002 et 2004 - Vice-champion : 2001 et 2003 - Coupe d'Angleterre : - Vainqueur : 2002 et 2003 - Finaliste : 2001 - Community Shield : - Vainqueur : 2002 - Finaliste : 2003 | - Championnat de France : - Champion : 2005, 2006 et 2007 - Coupe de la Ligue : - Finaliste : 2007 | - Championnat de France : - Vice-champion : 2009 | - Champion d'Europe des Nations : - Vainqueur : 2000 - Coupe du Monde : - Finaliste : 2006 - Coupe des Confédérations : - Vainqueur : 2001 et en 2003 |

### Distinctions individuelles
- Meilleur buteur de Division 1 en 1999 (22 buts)
- Élu meilleur joueur français de l'année par France Football en 1999
- Élu meilleur joueur du mois de Premier League en août 2002
- Nommé dans l'équipe-type de la Ligue 1 en 2005 et en 2006
- Recordman français du plus grand nombre de matchs en Coupe des Confédérations (10 matches)

## Hors football

### Participations
Engagé et impliqué, Sylvain Wiltord participe régulièrement à des événements caritatifs tels que les matchs d’exhibition organisés par son ami Zinedine Zidane pour l’association ELA (Association européenne contre les leucodystrophies) ou pour l’association de Lutte contre la Leucémie.
En 2015, il participe au tournage de l'émission de téléréalité de TF1 Dropped, interrompu à la suite de la collision aérienne de Villa Castelli qui a tué 10 personnes, dont trois sportifs de haut niveau français. Dans la même équipe que les victimes de l'accident, le sportif était le seul candidat éliminé de l'émission avant le drame.

### Clips
Sylvain Wiltord est un habitué des clips. En 2002, il apparait dans Live for Love United de Pascal Obispo en compagnie d'autres footballeurs professionnels du monde entier dont Tony Vairelles et Pascal Cygan entourés de Line Renaud pour lever des fonds pour la lutte contre le SIDA. Déjà apparu dans Le jugement de Tandem, où il est assis dans le public au tribunal aux côtés du rappeur Mokobé, et dans Hôtel Commissariat de Gomez et Dubois, l’ancien Gunner est présent aux côtés de Larusso dans Pas de chi-chi (2010).

### Filmographie
- 2010 : Le Mac de Pascal Bourdiaux : Lui-même

### Sports de raquette
Sylvain Wiltord pratique le tennis et le padel. Il est licencié au TC Nogent-sur-Marne et a été classé 15/1.